# Vidoviste
Vidoviste (macedónul: Видовиште) település Észak-Macedóniában, a Keleti körzetben, Zrnovci községben.

## Népesség
| Lakosok száma | 515  | 623  | 667  | 681  | 585  | 551  | 541  | 494  | 234  |
|               | 1948 | 1953 | 1961 | 1971 | 1981 | 1991 | 1994 | 2002 | 2021 |

2002-ben 494 lakosa volt, akik közül 481 macedón és 13 vlach.